# Байер, Фредрик
Фредрик Ба́йер (дат. Fredrik Bajer; 1837—1922) — датский писатель и политический деятель.
Фредрик Байер является одним из организаторов пацифистского движения. С 1891 года по 1907 год был председателем правления Международного бюро мира. В 1908 году получил Нобелевскую премию вместе с Класом Понтусом Арнольдсоном.

## Биография
Родился в 1837 году. Сын священника. В молодости служил в датской армии. В 1864 году участвовал в Датской войне. Дослужился до звания поручика. После увольнения с военной службы работал учителем, переводчиком и журналистом. Участвовал в движении за равноправие женщин, в 1871 году он стал соучредителем Датской ассоциации женщин. С 1872 был избран депутатом в парламент от левых либералов. Байер был сторонником тесного сотрудничества стран Скандинавии и Дании, активист идей нейтралитета.
В 1882 году основал Ассоциацию за датский нейтралитет (преобразованный в 1885 году в Датскую ассоциацию мира). Он был делегирован на первый скандинавский конгресс мира (1885), а с 1889 года — на всемирные конгрессы.
В 1891 году Байер стал соучредителем Международного бюро мира со штаб-квартирой в Берне. На протяжении 1891—1907 годов — председатель и почетный президент бюро.
За усилия, направленные на мирное решение проблемы норвежско-шведского союза (унии), вместе с известным общественным деятелем Швеции Класом Понтусом Арнольдсоном был удостоен в 1908 году Нобелевской премии мира.
Умер 22 января 1922 года.